# 吴䍩木
吴䍩木（1921年9月—2009年3月7日），名彭，字䍩木，以字行，别号小鋗，斋名栝苍轩、残粒园，浙江石门（今属桐乡市崇福镇）人，生于浙江嘉兴，中国书画家、美术教育家。是中国美术家协会会员、江苏省工艺美术学会会长、“吴门画派”研究会会长。

## 生平

### 家族
吴䍩木出生在一个艺术世家。其祖父为吴滔，字伯滔，号铁夫，为清末的山水画画家；其父为吴徵，字待秋，别号袌鋗居士，为知名书画家。其母沈漱石为鸳湖名士沈稚峰之女。

### 出生
吴䍩木生于1921年。因吴待秋先前娶过二房妻室，生养几子均早夭，故吴的降生令全家欢欣不已。其初取名「彭」，意即大也。是年生肖属鸡，因吴待秋联想到「齐景公喜斗鸡，其豢养之鸡屡斗屡胜。一日，有客抱一木然之鸡来斗，景公不屑，曰：此鸡呆若木鸡，何好斗？客不应，则两鸡斗之，结果呆鸡大获全胜。景公叹曰：养鸡，要养到木鸡才好」的故事而为其子取表字“養木”，后因“養”字笔画繁难而以古字“䍩”代之。

### 就学
吴䍩木幼年居住于上海宝山路宝山里，两岁时曾被其父带去吴昌硕家中做客。吴䍩木五岁起习画，七岁时曾仿作《长江万里图》。其幼时由其父教授传统教育，八岁时入上海中华小学读书时，直升至三年级学习。
1931年吴待秋举家迁居苏州，11岁的吴养木就读于晏成中学（今苏州市第三中学）。晏成中学开设美术教育课程，吴养木在校学习素描与水彩画。1937年夏考入上海复旦大学经济系，后抗战爆发，复旦迁校，吴氏阖家逃难至浙江石门老家，期间自学西洋画画法并又题写山水画册页一部，被当地名家赞为“石门今见玉麒麟”；又随其父去收藏家庞莱臣处揣摩名画家的手迹。大学期间他曾与同窗戴隆厚合作一幅《秋山图》，后于六十年代、八十年代再次合画。其于1943年毕业，后在上海中国银行国库局任职。

### 从艺
1949年7月其父逝世后，吴䍩木辞去银行公职，离沪返苏，于家攻习书画九年。1953年他以其作品《大龙湫》参加苏州市文化局举办的“迎春国画展”，后逐渐活跃于江苏书画界。1955年其作品《雁荡山图》参加全国首届青年画展获奖；次年往黄山写生，作《黄山清凉台》获江苏省首届国画展奖项。1957年加入中国民主促进会，与谢孝思等人不时开会、出游，从事艺术性的活动。1958年苏州工艺美术专科学校成立，吴䍩木应聘执教于该校，并任绘画专业组组长。期间曾为苏州火车站候车大厅创作两幅巨型国画《天平秋叶》和《虎阜春雨》。1961年夏，华君武视察工艺美专时观摩了吴为其学生示范作山水画的实况，回京后请《人民日报》记者对其进行采访，并推荐刊登吴作示范的画作《山中瀑布》。
1969年，工艺美校改为普通中学，吴改任高中英语教师。1972年，吴调入苏州市文化创作室从事国画创作。1979年“吴门画派”研究会成立，吴䍩木被推举为会长。他曾受国务院文化部选调进京创作，《白云深处》、《听瀑》等作品参加全国巡展，并刊登于《中国画》杂志的创刊号上。1980年9月，苏州博物馆举办吴的画展。1990年起任苏州国画院院长，同年4月，法国国家电视台到吴䍩木的居所“残粒园”拍摄吴创作山水画的纪录片，作为介绍中国绘画艺术专题播放。1995年卸任并任名誉院长。1991年会见日本水墨画画家安田虚心，同年10月与程十发同被聘为上海青浦画院顾问。1996年7月，其将其作品《苍松图》卖出的收入赠予苏州市“见义勇为基金会”。
2009年3月7日吴䍩木在苏州逝世。

## 任职
吴䍩木曾任苏州国画院院长、吴门画派研究会会长、江苏省文史馆馆员、中国美术家协会会员、江苏省工艺美术学会会长等职。其为国家一级美术师。
政治上，吴为中国民主促进会江苏省委员，后连任两届苏州市人大常委。

## 艺术成就
吴䍩木早年传承家艺，书画兼并，习历代书家名迹。曾与樊伯炎、徐绍青、吴孟欧并称“上海画坛四公子”。其绘画上攻山水画画法，书法上多用行草。陆俨少评价吴䍩木为「国内屈指可数的传统功力型画家」。

### 创造“第三种中国画”
吴䍩木晚年一改画风，主张“精于传统而过之，可以反其道而行之”。其创造了“第三种中国画（第三类画）”的概念，指既不同于传统古画又有别于现代画的探索性山水画，破除中国画传统中“忌”、“宜”之说，主张“反忌为宜”、“风马牛相及”等有违传统画法的技法。古吴轩出版社出版的《当代吴门五老画集》刊选了12幅吴䍩木的“第三种中国画”。

### 著述
1984年，江苏人民美术出版社出版《中国传统山水画技法解析》，重点介绍了宋、元、明、清各时期有重大影响的20位山水画大家的艺术风格与技法特点，其中所有作品均由吴䍩木所绘；1985年吴编著的另一本《中国画基础技法概论》也由朝花出版社出版发行。除此之外，吴又主编了《中国古代画家辞典》、《中国古代书法家辞典》。

## 个人生活
吴䍩木的英语水平高，能说一口流利的英语。此外，吴䍩木又在鉴定字画方面颇有见地。
吴䍩木一直居住于苏州的「残粒园」中，此园是苏州市中面积最小的古典园林。
吴䍩木之子吴雍亦是画家，任苏州国画院高级美术师。